# Lukáš Droppa
Lukáš Droppa (* 22. dubna 1989, Uherské Hradiště) je český fotbalový záložník či obránce a reprezentant, od července 2018 hráč kazachstánského klubu Šachter Karagandy FK. Mimo Česko a Kazachstán působil na klubové úrovni v Polsku, Rumunsku, Rusku, Turecku a na Slovensku. Jeho fotbalovými vzory jsou Frank Lampard a Pavel Nedvěd.

## Klubová kariéra
Svoji fotbalovou kariéru zahájil v klubu TJ Traplice, odkud zamířil do mládežnické akademie mužstva 1. FC Slovácko.

### AC Sparta Praha
Ve svých 16 letech odešel do Sparty Praha. V "letenském" týmu byl kapitánem výběru do 19 let. Za první mužstvo neodehrál žádný ligový zápas, nastupoval pouze za rezervu ve druhé lize.

### FC Graffin Vlašim (hostování)
Před sezonou 2010/11 jeho kroky vedly na hostování do Graffinu Vlašim. Ligovou premiéru v dresu klubu si odbyl v prvním kole hraném 1. srpna 2010 proti Viktorii Žižkov (výhra 2:1), odehrál celé utkání. Svůj první ligovou gól v dresu Vlašimi vstřelil 17. 8. 2010 v souboji s Baníkem Most (výhra 2:0), když ve 31. minutě otevřel skóre střetnutí. Podruhé v lize se střelecky prosadil proti stejnému soupeři, kdy se podílel na vítězství 3:2. Dalšího přesného střeleckého zásahu se dočkal ve 21. kole, kdy proti Slovanu Varnsdorf dal v 55. minutě jedinou a tudíž vítěznou branku zápasu. Počtvrté v ročníku se trefil do sítě týmu SK Kladno, ale prohře 2:3 na domácí půdě nezabránil. Během roku si připsal 20 utkání ve druhé nejvyšší soutěži.

### FC Baník Ostrava
V létě 2011 přestoupil do Baníku Ostrava. V dresu mužstva debutoval 19. srpna 2011 ve čtvrtém kole v souboji s Baumitem Jablonec (prohra 0:4), nastoupil na 88 minut. Za Baník odehrál v první lize celkem 67 zápasů a vstřelil dvě branky.

### Śląsk Wrocław
V únoru 2014 odešel do Polska a podepsal půlroční smlouvu s následnou opcí se Śląskem Wrocław. Do klubu, kde o něj projevil zájem trenér Stanislav Levý, přišel jako volný hráč (zadarmo).
V Ekstraklase debutoval 2. 3. 2014 již pod novým koučem Tadeuszem Pawłowskim proti Cracovii (výhra 1:0), na hřiště přišel v 74. minutě. V květnu 2014 uzavřel s vedením Śląsku nový kontrakt na dobu jednoho roku. Svůj první a zároveň jediný gól během celého svého působení vstřelil 23. srpna 2014 v souboji s týmem Jagiellonia Białystok (výhra 3:1). Podzimní část sezóny 2014/15 se mu vydařila a v zimní pauze se o něj zajímala španělská prvoligová mužstva Málaga CF, Granada CF, Elche CF a UD Almería. V dubnu 2015 s ním klub rozvázal smlouvu a Droppa se stal volným hráčem. Během celého působení si připsal v dresu Wrocławi 32 střetnutí v lize.

### CS Pandurii Târgu Jiu
Před ročníkem 2015/16 zamířil do rumunského mužstva CS Pandurii Târgu Jiu, kde podepsal kontrakt na dva roky. Své první ligové utkání za klub odehrál 8. 8. 2015 v pátém kole proti celku FC Petrolul Ploiești, kdy při remíze 1:1 přišel na trávnik v 74. minutě. V Pandurii mu neplatili mzdu, proto se za pomoci Asociace hráčů vyvázal ze smlouvy. Celkem v dresu Târgu Jiu nastoupil k 23 ligovým zápasům.

### FK Tom Tomsk
V létě 2016 trénoval s hráči bez angažmá, měl nabídky z Česka a Polska, ale nakonec odešel do ruského týmu FK Tom Tomsk. S vedením uzavřel dvouletý kontrakt. Ligovou premiéru si za mužstvo odbyl v 5. kole hraném 27. srpna 2016 v souboji s klubem PFK CSKA Moskva (prohra 0:1), nastoupil na 67 minut. Po půl roce v Tomsku předčasně skončil z důvodu finančních problémů týmu. Na podzim 2016 si připsal v lize 11 startů.

### Bandırmaspor
V lednu 2017 přijal nabídku tureckého druholigového Bandırmasporu a podepsal s ním smlouvu do léta 2018. V dresu Bandırmasporu debutoval 28. 1. 2017 v 19. kole proti klubu Gaziantep BB (prohra 1:3), odehrál celý druhý poločas. V červnu téhož roku po sestupu týmu do třetí nejvyšší turecké ligy zde skončil. Během půl roku nastoupil k 11 ligovým utkáním.

### ŠK Slovan Bratislava
V červenci 2017 uzavřel kontrakt na rok s opcí se slovenským mužstvem ŠK Slovan Bratislava, jenž o Droppu stál již v zimě. Dobré reference na něj dal bývalý trenér Slovanu Karel Jarolím. Na postu defenzivního záložníka měl klub v té době jen nizozemského fotbalistu Joeriho de Kampse. Své první ligové střetnutí v dresu Slovanu odehrál ve druhém kole hraném 29. července 2017 proti ViOnu Zlaté Moravce – Vráble (výhra 2:1), když v 87. minutě vystřídal na hrací ploše Aleksandara Čavriće. Na jaře 2018 se podílel se Slovanem na obhajobě zisku slovenského poháru z předešlého ročníku 2016/17, i když ve finále hraném 1. května 2018 v Trnavě proti celku MFK Ružomberok (výhra 3:1) nenastoupil. V sezoně 2017/18 odehrál celkem 17 střetnutí v lize. V létě 2018 mu v klubu skončila smlouva a odešel.

### Šachter Karagandy FK
Dne 18. července 2018 podepsal smlouvu na rok a půl s kazašským týmem Šachter Karagandy FK.

## Klubové statistiky
Aktuální k 18. červenci 2018
| Sezona    | Klub                      | Soutěž         | Zápasy | Góly |
| --------- | ------------------------- | -------------- | ------ | ---- |
| 2008/2009 | AC Sparta Praha B         | 2. liga        | 21     | 2    |
| 2009/2010 | AC Sparta Praha B         | 2. liga        | 26     | 0    |
| 2010/2011 | FC Graffin Vlašim (host.) | 2. liga        | 20     | 4    |
| 2011/2012 | FC Baník Ostrava          | Gambrinus liga | 24     | 2    |
| 2012/2013 | FC Baník Ostrava          | Gambrinus liga | 28     | 0    |
| 2013/2014 | FC Baník Ostrava          | Gambrinus liga | 15     | 0    |
| 2013/2014 | Śląsk Wrocław             | Ekstraklasa    | 10     | 0    |
| 2014/2015 | Śląsk Wrocław             | Ekstraklasa    | 22     | 1    |
| 2015/2016 | CS Pandurii Târgu Jiu     | Liga I         | 23     | 0    |
| 2016/2017 | FK Tom Tomsk              | Premier Liga   | 11     | 0    |
| 2016/2017 | Bandırmaspor              | PTT 1. Lig     | 11     | 0    |
| 2017/2018 | ŠK Slovan Bratislava      | Fortuna liga   | 17     | 0    |
| 2018      | Šachter Karagandy FK      | Premjer Ligasy |        |      |

## Reprezentační kariéra
Lukáš Droppa reprezentoval Českou republiku v mládežnických kategoriích do 18 a 19 let.

### A-mužstvo
Začátkem října 2016 jej trenér Karel Jarolím nominoval do českého reprezentačního A-mužstva k utkáním kvalifikace na mistrovství světa 2018 proti Německu a Ázerbájdžánu. Debutoval 8. října proti Německu (porážka 0:3), dostal se na hřiště v 63. minutě.

### Reprezentační zápasy
Zápasy Lukáše Droppy v A-týmu české reprezentace
| 2016                 | 4 | 0 |
| 2017                 | 0 | 0 |
| Celkem               | 4 | 0 |
| Platí k 30. 12. 2016 |   |   |